# Заіванове
Заіва́нове — село в Україні, у Забродівській сільській громаді Ковельського району Волинської області. Населення становить 28 осіб.

## Географія
Село розташоване на правому березі річки Вижівки.

## Населення
Згідно з переписом УРСР 1989 року чисельність наявного населення села становила 61 особа, з яких 24 чоловіки та 37 жінок.
За переписом населення України 2001 року в селі мешкало 27 осіб. 100 % населення вказало своєю рідною мовою українську мову.

## Історія
До 9 жовтня 2016 року село входило до складу Видраницької сільської ради Ратнівського району Волинської області.
19 липня 2020 року, в результаті адміністративно-територіальної реформи та ліквідації Ратнівського району, село увійшло до новоутвореного Ковельського району.